# كريستوفر لوفورد
كريستوفر لوفورد (بالإنجليزية: Christopher Lawford)‏‏ (29 مارس 1955 - 4 سبتمبر 2018) هو ممثل، وممثل تلفزيوني، وممثل أفلام، ومنتج أفلام من الولايات المتحدة الأمريكية ولد في سانتا مونيكا، كاليفورنيا.

## التعليم
تعلم في جامعة هارفارد، وجامعة تافتس.

## روابط خارجية
- كريستوفر لوفورد على موقع IMDb (الإنجليزية)
- كريستوفر لوفورد على موقع ألو سيني (الفرنسية)
- كريستوفر لوفورد على موقع أول موفي (الإنجليزية)
- كريستوفر لوفورد على موقع قاعدة بيانات الأفلام السويدية (السويدية)
- كريستوفر لوفورد على موقع إن إن دي بي (الإنجليزية)
- كريستوفر لوفورد على موقع قاعدة بيانات الفيلم (الإنجليزية)
- كريستوفر لوفورد على موقع كينوبويسك (الروسية)